# Allium acuminatum
Allium acuminatum, el Ajo de Hook, es una especie del género Allium perteneciente a la familia de las amarilidáceas. Es nativa del oeste de los Estados Unidos y Canadá.

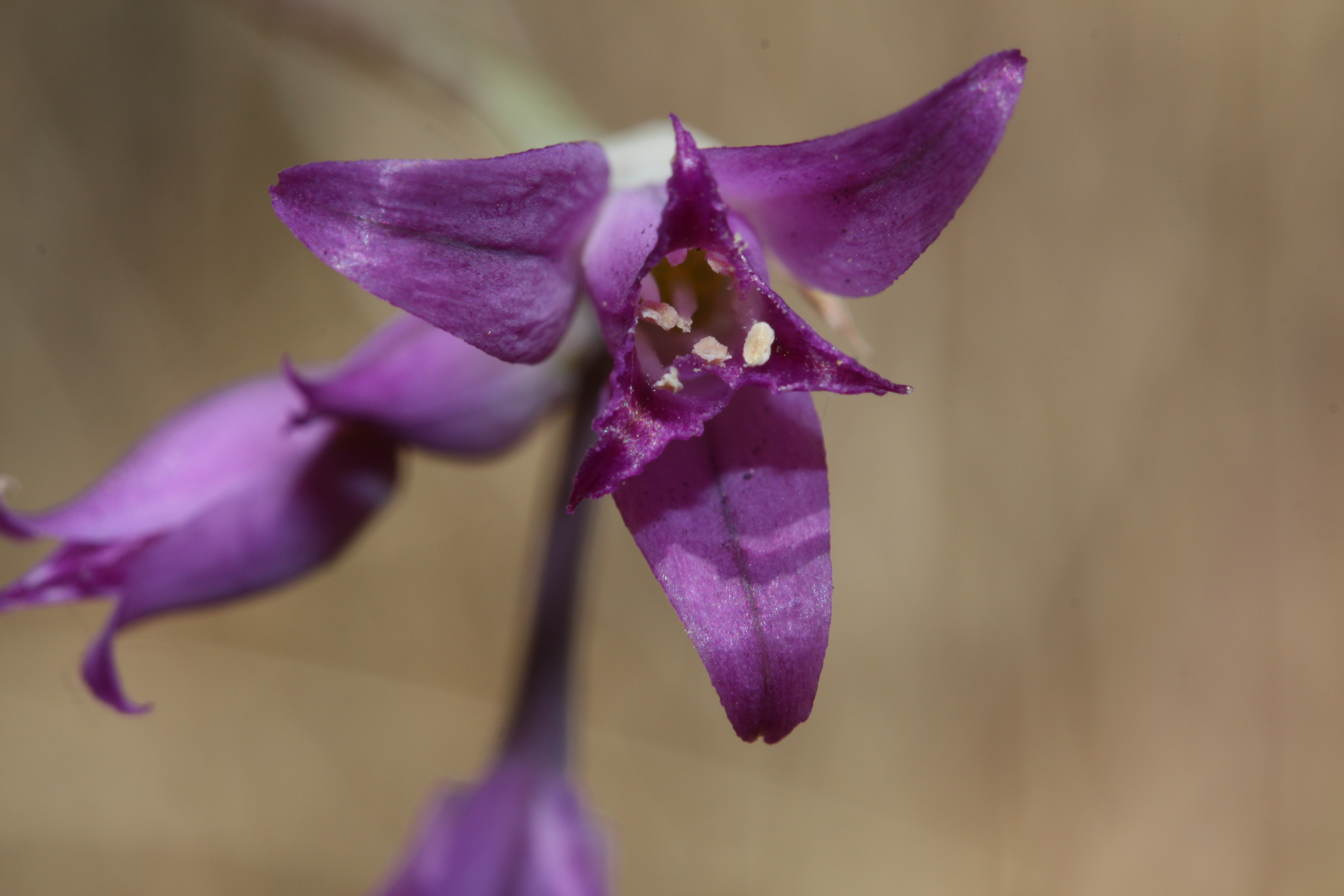
Detalle de la flor

## Descripción
Sus bulbos son pequeños y esféricos y olor como las cebollas. Las flores son de color rosa a púrpura sobre un tallo largo que aparecen después de las hojas han muerto.
Esta especie es cosechada en cualquiera de las dos primeras etapas de la primavera o finales del otoño y generalmente insertos en los hoyos.

## Taxonomía
Allium acuminatum fue descrita por William Jackson Hooker  y publicado en Flora Boreali-Americana 2: 184, pl. 196. 1838.
Etimología
Allium: nombre genérico muy antiguo. Las plantas de este género eran conocidos tanto por los romanos como por los griegos. Sin embargo, parece que el término tiene un origen celta y significa "quemar", en referencia al fuerte olor acre de la planta. Uno de los primeros en utilizar este nombre para fines botánicos fue el naturalista francés Joseph Pitton de Tournefort (1656-1708).
acuminatum: epíteto latino que significa "disminuyendo gradualmente hasta un punto, acuminada".
Sinonimia
- Allium acuminatum var. cuspidatum Fernald
- Allium cuspidatum (Fernald) Rydb.
- Allium elwesii Regel
- Allium murrayanum Regel
- Allium wallichianum Regel[6]